# مارکو لوپز
 مارکو فیلیپه لوپز پایشائو (به پرتغالی: Marco Filipe Lopes Paixão)، (زادهٔ ۱۹ سپتامبر ۱۹۸۴) بازیکن فوتبال پرتغالی است که به عنوان مهاجم، بازی می‌کند.
فلاویو، برادر دوقلوی او نیز بازیکن فوتبال بوده و ۵ دقیقه کوچکتر از مارکو است.